# Matthias Langhoff
Pour les articles homonymes, voir Langhoff.
Matthias Langhoff est un metteur en scène franco-allemand né le 9 mai 1941 à Zurich, où son père, Wolfgang Langhoff s'était exilé en fuyant le régime nazi.
Il est actuellement installé en France et naturalisé français.

## Biographie
En 1961, Matthias Langhoff entre au Berliner Ensemble, où il monte des pièces de Bertolt Brecht. De 1969 à 1978, il travaille avec Manfred Karge à la Volksbühne de Berlin-Est, y présente La Bataille de Heiner Müller, puis, à partir de 1978, ils réalisent ensemble des mises en scène au Schauspielhaus de Bochum, en Autriche et en France. De 1989 à 1991, il dirige le théâtre Vidy-Lausanne. À la saison 1992-1993, il est codirecteur du Berliner Ensemble. À partir de 1993, il est metteur en scène invité à Francfort, Paris, Genève et Berlin.
Radical et décapant dans ses mises en scène, son travail témoigne néanmoins d'une rigueur implacable et d'un travail considérable sur les textes de théâtre. Un des fils conducteurs de son esthétique consiste à saturer la scène de signes par des moyens divers et variés : photographies, projection de films, références à d'autres œuvres théâtrales ou cinématographiques, jeu avec la salle, décors et costumes extrêmement complexes, etc. La plupart de ses mises en scène demeurent historiques[réf. nécessaire].
En 1993-1994, il remporte le prix Théatre du syndicat de la critique théâtre musique et danse pour Les trois sœurs, de Tchekhov,.
Il est membre de l'Académie des arts de Berlin depuis 1992.

### Famille
Son frère aîné, Thomas Langhoff (de) (1938-2012), fut également metteur en scène. Sa fille Anna Langhoff est une écrivaine et dramaturge allemande.

### Distinctions.
- Prix du syndicat de la critique 1993 : meilleur créateur d'élément scénique pour Désir sous les ormes

## Mises en scène

### Berliner Ensemble
- 1963 :
  - Le Petit Mahagonny (Mahagonny Songspiel) de Bertolt Brecht
  - L'Achat du cuivre de Bertolt Brecht
- 1967 : Le Commerce de pain de Bertolt Brecht
- 1969 : Sept contre Thèbes d'Eschyle

### Volksbühne Berlin
- La Forêt d'Alexandre Ostrovski
- Les Brigands de Friedrich von Schiller
- Othello de William Shakespeare
- 1972 : Le Commerce de pain de Bertolt Brecht, Théâtre de la Commune
- 1973 : Le Canard sauvage d'Henrik Ibsen
- 1975 :
  - La Bataille et Tracteur d'Heiner Müller
  - Le Citoyen Général de Goethe
- 1976 : La Forêt d'Alexandre Ostrovski, Schauspielhaus Zurich
- 1978 : Le Prince de Hombourg d'Heinrich von Kleist et Fatzerfragment d'après Bertolt Brecht, Schauspielhaus Hambourg
- 1978 : Prométhée enchaîné d'Eschyle, Théâtre de Carouge
- 1979 : Le Roi Lear de William Shakespeare, Rotterdam

### Schauspielhaus de Bochum
- 1980 : Cher Georges de Thomas Brasch
- 1980 : Woyzeck de Georg Büchner
- Clavigo de Johann Wolfgang von Goethe
- La Cerisaie d'Anton Tchekhov
- Lait en poudre d'Howard Brenton
- 1983 : Mercedes de Thomas Brasch, Schauspielhaus Zurich
- 1984 :
  - La Cerisaie d'Anton Tchekhov, mise en scène avec Manfred Karge, Comédie de Genève, TNP Villeurbanne, Festival d'Avignon
  - Le Prince de Hombourg de Heinrich von Kleist, mise en scène avec Manfred Karge, TNP Villeurbanne, Festival d'Avignon
- 1985 :
  - L'Abattage de Thomas Hürlimann, Schauspielhaus Zurich
  - Les Serpents de pluie de Per Olov Enquist, Théâtre national de Strasbourg, Théâtre Vidy-Lausanne
- 1986 :
  - Le Roi Lear de William Shakespeare, Théâtre national de Strasbourg, MC93 Bobigny
  - Prawda d'Howard Brenton et David Hare, Schauspielhaus Hambourg
- 1987 :
  - La Dernière Bande de Samuel Beckett, MC93 Bobigny
  - Si de là-bas si loin textes de Samuel Beckett, Federico García Lorca et Friedrich Hölderlin et Eugene O'Neill, MC93 Bobigny
- 1988 :
  - Œdipe, tyran de Sophocle, Burgtheater Vienne
  - Mademoiselle Julie d'August Strindberg, Comédie de Genève

### Théâtre Vidy-Lausanne
- 1989 : La Mission d'Heiner Müller et Au perroquet vert d'Arthur Schnitzler, Festival d'Avignon
- 1990 : 
  - Macbeth de William Shakespeare, Théâtre national de Chaillot
  - La Duchesse de Malfi de John Webster, Théâtre de la Ville
  - Herzstück (Pièce de cœur) de Heiner Müller (création française)
- 1991 : 
  - La Coupe d'argent de Sean O'Casey, Théâtre de la Ville
  - Un otage de Brendan Behan
  - Don Giovanni de Mozart, Grand Théâtre Genève
  - Œdipe, tyran de Sophocle, Festival de Tardor, Barcelone
- 1992 : Le Désir sous les ormes d'Eugène O'Neill, Théâtre national de Bretagne
- 1993 : Simon Boccanegra de Giuseppe Verdi, opéra de Francfort
- 1994 : 
  - Les Trois Sœurs d'Anton Tchekhov, Théâtre de la Ville
  - Philoctète de Heiner Müller, Théâtre national de Bretagne
- 1995 : 
  - Richard III Matériau-Shakespeare de William Shakespeare, Festival d'Avignon, Théâtre Gérard Philipe, Théâtre national de Bretagne
  - La Danse de Mort d'August Strindberg, Comédie-Française
- 1996 : L'Île du salut d'après La Colonie pénitentiaire de Franz Kafka, Théâtre national de Bretagne, Théâtre de la Ville
- 1998 : Femmes de troie d'après Euripide, Théâtre national de Bretagne, Théâtre Nanterre-Amandiers
- 1999 : 
  - Le Revizor de Nicolas Gogol, Théâtre national de Bretagne, Théâtre Nanterre-Amandiers
  - Les Trachiniennes d'après Sophocle, Ezra Pound, Thomas Brasch, Deutsches Theater Berlin
- 2000 : Prométhée enchaîné d'Eschyle
- 2002 : 
  - Lenz, Léonce et Léna d'après Georg Büchner, Comédie-Française
  - Le Revizor de Gogol, Gênes
  - Borges de Rodrigo Garcia, Annecy
- 2003 : Muñequita ou Jurons de mourir avec gloire d'Alejandro Tantanian, Théâtre national de Toulouse Midi-Pyrénées
- 2004 : Dernières Nouvelles de Mataderos d’après Borge de Rodrigo García, L'Enfant prolétaire d'Osvaldo Lamborghini, Muñequita ou Jurons de mourir avec gloire d'Alejandro Tantanian, Théâtre Nanterre-Amandiers
- 2006 : Dona Rosita la célibataire, ou le Langage des fleurs de Federico Garcia Lorca, Théâtre Nanterre-Amandiers, Théâtre du Nord
- 2008 : Un Hamlet-Cabaret de Matthias Langhoff d'après William Shakespeare, Théâtre Dijon-Bourgogne, Odéon-Théâtre de l'Europe en 2009
- 2010 : 
  - Le Quatuor, Moscou
  - Le Revizor de Nicolas Gogol[6]
- 2011 : Sophocle. Œdipe, le tyran[7], Théâtre académique pour enfants « Y.P. Kisselov » de Saratov[8], d'après la tragédie de Sophocle Œdipe Roi[9]

### Autres
- 2009 : Dieu comme patient : ainsi parlait Isidore Ducasse, d'après les chants du comte de Lautréamont, m.e.s., décor et film de Matthias Langhoff ; Paris, Théâtre des Abbesses ; création, Caen, Théâtre des Cordes, 2008[10]
- 2017 : La Mission, texte de Heiner Müller (Der Auftrag) ; coproduction Théâtre de l'Union de Limoges, Comédie de Caen[11]

## Publications
- Le Rapport Langhoff : projet pour le Théâtre de la Comédie de Genève, trad. de l'allemand par Monica Budale, Genève, éd. Zoé, 1987  (ISBN 2-88182-034-4)
- Matthias Langhoff, introduction et entretien par Odette Aslan, Arles/Paris, Actes-Sud/Conservatoire national supérieur d'art dramatique, 2005  (ISBN 2-7427-5695-7)